# Vahrn
Vahrn (wł. Varna) – miejscowość i gmina we Włoszech, w regionie Trydent-Górna Adyga, w prowincji Bolzano (Tyrol Południowy).
Liczba mieszkańców gminy wynosiła 4215 (dane z roku 2009). Język niemiecki jest językiem ojczystym dla 87,86%, włoski dla 11,17%, a ladyński dla 0,97% mieszkańców (2001).